# 郭青 (1963年)
郭青（1963年10月—），男，汉族，河北故城人，中华人民共和国政治人物、第十二届全国人民代表大会陕西地区代表。

## 生平
1982年毕业于衡水师范专科学校（今衡水学院）中文专业，毕业于中南大学伦理专业。1984年4月加入中国共产党。2013年，担任全国人大代表。2011年12月任安康市市长。2013年2月任安康市委书记。2018年1月，任陕西省人大常委会副主任。2021年6月，卸任安康市委书记。

## 逸闻
2020年4月21日，习近平来到安康市平利县老县镇考察脱贫攻坚情况。陕西省委书记胡和平、安康市委书记郭青、平利县委书记郑晓东和蒋家坪村党支部书记罗显平同行。新华社记者燕雁借机拍下了一张“五级书记”同框的照片，借以宣扬决战决胜脱贫攻坚。